# Дерибасівка
Дерибасівка — колишній населений пункт Одеської області.

## Стислі відомості
Колишній хутір Дерибасівка. Належав члену родини Де Рибасів. Знаходиться заміський маєток Йосипа Дерибаса (приблизно 1796 року побудови).
В часі Голодомору 1932—1933 років нелюдською смертю померло 13 людей.
У другій половині 1970-х років на місці сільськогосподарського поля між селами Дмитріївка та Дерибасівка було вирішено влаштувати мікрорайон студентських гуртожитків. В сучасності пролягає вулиця Костанді.